# نماز قضا
نماز قَضا به هر نمازی که خارج از وقتِ تعیین‌شده‌اش خوانده شود گفته می‌شود. از آنجا که نمازها به واجب و مستحب تقسیم می‌شوند، قضای آنها نیز دو نوع است. پس از وفات فرد مکلّف، شخصی دیگری می‌تواند عهده‌دار قضای نماز آن فرد شود.

## تعریف نماز قضا
مسلمانان در هر شبانه روز ۱۷ رکعت نماز می‌خوانند که این ۱۷ رکعت در ۵ نماز صبح و ظهر و عصر و مغرب و عشا انجام می‌شود. هر کدام از این نمازهای پنج‌گانه و نماز های واجب دیگر مانند نماز آیات وقتی دارد که در آن زمان می‌شود خواند و اگر بعد از گذشت وقت خوانده شود دیگر اصطلاحاً ادا نیست بلکه قضا است. به هر نمازی که خارج از وقت تعیین شده آن خوانده شود نماز قضا می‌گویند

## انواع نماز قضا
نماز قضا دو نوع است، نماز قضای نماز های واجب که واجب است و نماز قضای نمازهای مستحب مانند نماز شب که به خوب بودن آن تاکید شده است.

### عدم واجب بودن
نمازهایی که در زمان بالغ نبودن، روان پریشی، بیهوشی، زمان کافر بودن و زمان حیض و نفاس زنان خوانده نشده باشد، قضای آن نماز پس از رفع شدن این موارد واجب نیست.

## نماز قضای والدین
در اسلام شیعه مراجع تقلید با شرایطی حکم بر وجوب نماز قضای پدر بر پسر بزرگ داده‌اند و البته برخی از مراجع نماز قضای مادر را نیز بر عهده پسر بزرگ می‌دانند.